# Andrea Glauser
Pour les articles homonymes, voir Glauser.
Andrea Glauser (né le 3 avril 1996 à Zauggenried) est un joueur professionnel suisse de hockey sur glace. Il évolue au poste de défenseur.

## Biographie
Andrea Glauser naît le 3 avril 1996 à Zauggenried[réf. souhaitée], dans le canton de Berne.
Il est marié à la sœur du joueur de hockey sur glace Christoph Bertschy, et père d'un enfant.

## Parcours sportif

### Carrière en club
Formé au HC Fribourg-Gottéron, il commence sa carrière professionnelle dans la LNA en 2015. De 2019 à 2021, il porte les couleurs du SC Langnau Tigers. En 2021, il signe au Lausanne HC. Le 3 mars 2022, il inscrit un quadruplé face au HC Lugano.
En  juillet 2024, il signe un contract de 7 ans débutant avec la saison 2025-26 avec le HC Fribourg-Gottéron.

### Carrière internationale
Il représente la Suisse au niveau international. Il a pris part aux sélections jeunes. Il a fait part de l'équipe Suisse qui a remporté au médaille d'argent au championnat du monde de hockey sur glace 2024. Il a été nommé capitaine adjoint de l'équipe suisse pour le championnat du monde de hockey sur glace 2025. À la suite de la blessure de Nico Hischier, il reprend le rôle de capitaine. L'équipe suisse finit par remporter une médaille d'argent.

## Statistiques

### En club
| Saison        | Équipe            | Ligue         |     | Saison régulière | Saison régulière | Saison régulière | Saison régulière | Saison régulière |   | Séries éliminatoires | Séries éliminatoires | Séries éliminatoires | Séries éliminatoires | Séries éliminatoires |
| Saison        | Équipe            | Ligue         | PJ  | B                | A                | Pts              | Pun              | PJ               | B | A                    | Pts                  | Pun                  |                      |                      |
| 2015-2016     | Fribourg-Gottéron | LNA           | 14  | 0                | 0                | 0                | 0                | 5                | 0 | 1                    | 1                    | 0                    |                      |                      |
| 2015-2016     | HC Ajoie          | LNB           | 3   | 0                | 1                | 1                | 0                | -                | - | -                    | -                    | -                    |                      |                      |
| 2016-2017     | Fribourg-Gottéron | LNA           | 6   | 0                | 0                | 0                | 0                | 10               | 0 | 2                    | 2                    | 8                    |                      |                      |
| 2016-2017     | HC Thurgovie      | LNB           | 32  | 5                | 10               | 15               | 96               | -                | - | -                    | -                    | -                    |                      |                      |
| 2017-2018     | Fribourg-Gottéron | NL            | 37  | 2                | 6                | 8                | 10               | 5                | 0 | 0                    | 0                    | 6                    |                      |                      |
| 2018-2019     | SCL Tigers        | NL            | 50  | 2                | 15               | 17               | 42               | 7                | 1 | 4                    | 5                    | 20                   |                      |                      |
| 2019-2020     | SCL Tigers        | NL            | 37  | 2                | 12               | 14               | 18               | -                | - | -                    | -                    | -                    |                      |                      |
| 2020-2021     | SCL Tigers        | NL            | 26  | 5                | 4                | 9                | 8                | -                | - | -                    | -                    | -                    |                      |                      |
| 2021-2022     | Lausanne HC       | NL            | 49  | 7                | 10               | 17               | 32               | 8                | 0 | 2                    | 2                    | 12                   |                      |                      |
| 2022-2023     | Lausanne HC       | NL            | 26  | 1                | 9                | 10               | 14               | -                | - | -                    | -                    | -                    |                      |                      |
| 2023-2024     | Lausanne HC       | NL            | 47  | 4                | 12               | 16               | 26               | 19               | 3 | 2                    | 5                    | 16                   |                      |                      |
| 2024-2025     | Lausanne HC       | NL            | 39  | 2                | 8                | 10               | 232              | 19               | 1 | 5                    | 6                    | 26                   |                      |                      |
| Totaux LNA/NL | Totaux LNA/NL     | Totaux LNA/NL | 331 | 25               | 76               | 101              | 182              | 73               | 5 | 16                   | 21                   | 88                   |                      |                      |

### En équipe nationale
| Année | Équipe        | Compétition                 |    | PJ | B | A | Pts | Pun               |  | Résultat |
| 2016  | Suisse junior | Championnat du monde junior | 6  | 0  | 1 | 1 | 2   | 9e place          |  |          |
| 2022  | Suisse        | Championnat du monde        | 7  | 0  | 1 | 1 | 2   | 5e place          |  |          |
| 2023  | Suisse        | Championnat du monde        | 7  | 1  | 1 | 2 | 2   | 5e place          |  |          |
| 2024  | Suisse        | Championnat du monde        | 10 | 1  | 0 | 1 | 4   | Médaille d'argent |  |          |
| 2025  | Suisse        | Championnat du monde        | 9  | 1  | 3 | 4 | 4   | Médaille d'argent |  |          |